# Plectrotarsus minor
Plectrotarsus minor is een schietmot uit de familie Plectrotarsidae. De soort komt voor in het Australaziatisch gebied.